# Nuevo León
Nuevo León [ˈnweßo leˈon], offiziell Freier und Souveräner Staat Nuevo León (spanisch Estado Libre y Soberano de Nuevo León), ist ein Bundesstaat im nördlichen Mexiko. Hauptstadt ist Monterrey.

## Geographie

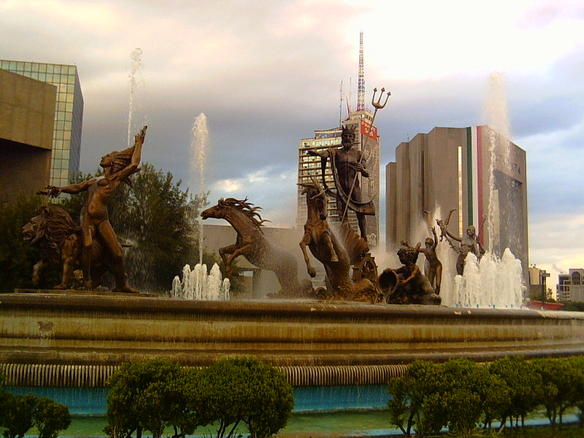
Monterrey

Nuevo León grenzt an die Bundesstaaten Tamaulipas im Osten, an Zacatecas und San Luis Potosí im Süden und an Coahuila im Westen und teilt 15 km Grenze mit dem US-Bundesstaat Texas. 5 Mio. Einwohner leben auf 64.924 km². Nuevo Léon weist ein extremes Klima auf, es regnet das ganze Jahr über wenig. Im Norden befindet sich eine heiße, trockene Region. Im Gebirge in der Mitte ist das Klima gemäßigt. Die südliche Region ist semiarid.
Hauptstadt und einziges Ballungszentrum von Bedeutung ist Monterrey. Untergliedert ist Nuevo León in 51 Municipios.

## Bevölkerungsentwicklung
| Jahr | Einwohnerzahl |
| ---- | ------------- |
| 1950 | 740.191       |
| 1960 | 1.078.848     |
| 1970 | 1.694.689     |
| 1980 | 2.513.044     |
| 1990 | 3.098.736     |
| 1995 | 3.550.114     |
| 2000 | 3.834.141     |
| 2005 | 4.199.292     |
| 2010 | 4.653.458     |
| 2015 | 5.119.504     |
| 2020 | 5.784.442     |

## Geschichte
König Philipp II von Spanien ermächtigte Luis de Carvajal y de la Cueva im Jahr 1582, eine neue unabhängige Kolonie in Neuspanien (Nueva España, das damalige Mexiko) zu gründen, welche sich Nuevo Reino de León nennen sollte. Carvajal landete in Neuspanien mit hundert zum Katholizismus bekehrten portugiesischen Juden an Bord der Santa Catarina. Er gründete die Siedlung San Luis Rey de Francia, das heutige Monterrey. Nuevo León wurde zur Provinz im Vizekönigreich Neuspanien; ein Gouverneur stand an der Spitze der Verwaltung. Ab 1822 ging die Provinz als Bundesstaat in das Kaiserreich Mexiko ein. Nach der Machtübernahme durch Santa Anna wurden Nuevo Leóns Rechte als Bundesstaat beschränkt. 1840 war Nuevo León Teil der kurzlebigen Republik Rio Grande. Nach der Abschaffung dieses Staates wurde Nuevo León wieder Provinz Mexikos.
Seit den 1980er Jahren schrieb das dort befindliche Staatsgefängnis Nuveo León immer wieder Negativschlagzeilen, bis es 2019 geschlossen und anschließend in Teilen abgerissen wurde.

## Wirtschaft und Entwicklung
Der Bundesstaat profitiert von der wirtschaftsstarken Metropolregion Monterrey und der Nähe zu den Vereinigten Staaten, deshalb gehört er zu den wohlhabendsten und am höchsten entwickelten Staaten des Landes.
Mit einem Wert von 0,799 erreicht Nuevo León 2015 den 2. Platz unter den 31 Bundesstaaten Mexikos im Index der menschlichen Entwicklung.

## Partnerschaften
- Nuevo León unterhält seit 2013 eine Partnerschaft mit der Stadt Chongqing, Volksrepublik China.[4]